# Alex Fisher
Alex Fisher, né le 30 juin 1990 à Londres, est un footballeur anglais. Il évolue au poste d'attaquant à Yeovil Town.

## Biographie
Lors de la saison 2016-2017, il inscrit huit buts en première division écossaise avec l'équipe de Motherwell.
Le 26 janvier 2018, il rejoint Yeovil Town.
Le 25 juin 2019, il rejoint Exeter City.

## Palmarès

### En club
Yeovil Town
- Champion de la National League South en 2024